# Navy bills
Les navy bills sont des obligations émises en grande quantité par la Royal Navy, la Marine royale britannique, à partir de la fin du XVIIe siècle.

## Histoire
Les navy bills ont servi à financer l'expansion de la Royal Navy, qui la voit devenir la première force navale du monde, ce qui assure à l'Angleterre des succès militaires permettant le très avantageux traité d'Utrecht de 1713, après des années de conflit contre les corsaires français, en particulier les corsaires malouins.
Entre 1688 et 1702, la dette publique britannique est ainsi passé de 1 à 16,4 millions de livres sterling. Entre 1702 et 1714 elle triple pour atteindre 48 millions de sterling et en 1766 elle atteint 133 millions de sterling. L'historien Patrick O'Brien estime que la Royal Navy fut l'un des facteurs de la révolution industrielle britannique, parce qu'elle a favorisé l'innovation technique, protégé le commerce anglais et affaibli celui d'une partie de ses concurrents tout au long du XVIIIe siècle. En comparaison, la dette publique du royaume de France est cinquante fois plus élevée.[réf. nécessaire]
Cette croissance de l'endettement se traduit par l'augmentation progressive de la fiscalité, selon l'historien Fernand Braudel  qui relève qu'en 1720 les impôts levés par l'État représentent en Angleterre une part deux fois plus importante du PIB qu'en France, où il est vrai la fiscalité allant à l'Église est alors plus élevée. La Banque d'Angleterre, créée en 1694, fait partie des premiers créanciers de l'État, dont le budget est peu à peu placé sous le contrôle du parlement, qui garantit les emprunts publics, à la demande d'autres créanciers importants, les marchands hollandais, qui demandent une « parlementarisation » des biens de la Couronne.
La multiplication des instruments financiers caractérise cette époque et devait conduire au krach de 1720. L'écrivain Daniel Defoe, cité par Fernand Braudel (page 323) regrettait dès 1720, le temps où ces instruments financiers et les bulles spéculatives qu'ils ont causé n'existaient pas : « There were no bubbles, no stock-jobbing, ... no lotteries, no funds, no annuities, no buying of navy-bills and public securities, no circulating exchequer bills » (Il n'existait alors aucune bulle, pas de bourse...., pas de loterie, de rente viagère, de coupon annuel, pas d'obligation sur la Royal Navy, et autres emprunts publics, encore moins de lettres de change au porteur). 
L'année 1720 est celle qui voit se déchaîner une intense spéculation sur les actions de la Compagnie des Mers du Sud lors de la bulle des mers du Sud.